# Victims of Science
Victims of Science is het eerste (en tot op heden enige) studio-album van thrashmetalband Gammacide.
Origineel verschenen op lp via Wild Rags Records in 1989. Heruitgebracht op cd in 2005, plus bonusmateriaal.

## Inhoud
1. Endangered Species - 03:39
2. Fossilized - 03:55
3. Shock Treatment - 02:52
4. Victims of Science - 03:41
5. Gutter Rats - 04:15
6. Walking Plague - 04:13
7. Chemical Imbalance - 04:16
8. Incubus - 04:00
9. Observations - 02:23